# 8-hidroxichinolină
8-hidroxichinolina este un compus organic cu formula C9H7NO. Este un derivat de chinolină, prin hidroxilare în poziția 8 a nucleului aromatic. Este un compus solid de culoare galbenă.

## Obținere
8-hidroxichinolina se obține în urma sintezei Skraup, plecând de la 2-aminofenol.

## Proprietăți

Tris(8-hidroxichinolinat) de aluminiu, un complex format de 8-hidroxichinolină.

8-hidroxichinolina prezintă o moleculă planară. pKa-ul său are valoarea de 9,89, caracteristic pentru un fenol. În starea de zwitterion indusă fotochimic, ionul H+ este transferat de la atomul de oxigen la cel de azot.
Este un agent chelatant bidentat monoprotic, formând complecși cu diverși ioni.

## Utilizări
Atât complecșii de coordinare, cât și compusul în sine, prezintă o activitate chimioterapică, antiseptică și dezinfectantă, 
funcționând ca inhibitori de transcripție. Este compusul de bază de la care s-a conceput o nouă clasă de chimioterapice, derivații halogenați de 8-hidroxichinolină. Câteva exemple sunt:
- Cliochinol
- Clorchinaldol
- Cloroxin
- Tilbrochinol
- Tilichinol
- Broxichinolină